# Alexandre Sin
Pour les articles homonymes, voir Sin.
Alexandre Tchenssanovitch Sin (ukrainien : Олександр Ченсанович Сін, coréen : 올렉산드르 신; 12 avril 1961) est un homme politique ukrainien d'origine coréenne. Maire de Zaporijjia entre 2010 et 2015, il est aussi ancien vice-président de l'administration d'État de l'oblast de Zaporijjia.